# Lars Berger
Lars Berger (Levanger, 1 de mayo de 1979) es un deportista noruego que compitió en biatlón y esquí de fondo. Su hermana Tora compitió en biatlón.
Participó en los Juegos Olímpicos de Vancouver 2010, obteniendo una medalla de plata en esquí de fondo, en la prueba de relevos. Ganó tres medallas de oro en el Campeonato Mundial de Esquí Nórdico, en los años 2005 y 2007.
En biatlón, obtuvo cinco medallas en el Campeonato Mundial de Biatlón entre los años 2004 y 2009, y una medalla de plata en el Campeonato Europeo de Biatlón de 2008.

## Palmarés internacional
| Campeonato Mundial | Campeonato Mundial           | Campeonato Mundial | Campeonato Mundial |
| Año                | Lugar                        | Medalla            | Prueba             |
| ------------------ | ---------------------------- | ------------------ | ------------------ |
| 2004               | Oberhof (Alemania)           | Medalla de plata   | Salida en grupo    |
| 2004               | Oberhof (Alemania)           | Medalla de plata   | Relevo             |
| 2007               | Antholz (Italia)             | Medalla de plata   | Relevo             |
| 2009               | Pyeongchang (Corea del Sur)  | Medalla de oro     | Relevo             |
| 2009               | Pyeongchang (Corea del Sur)  | Medalla de plata   | Velocidad          |
| Campeonato Europeo |                              |                    |                    |
| Año                | Lugar                        | Medalla            | Prueba             |
| 2008               | Nové Město (República Checa) | Medalla de plata   | Relevo             |

| Juegos Olímpicos   | Juegos Olímpicos      | Juegos Olímpicos | Juegos Olímpicos |
| Año                | Lugar                 | Medalla          | Prueba           |
| ------------------ | --------------------- | ---------------- | ---------------- |
| 2010               | Vancouver (Canadá)    | Medalla de plata | Relevo           |
| Campeonato Mundial |                       |                  |                  |
| Año                | Lugar                 | Medalla          | Prueba           |
| 2005               | Oberstdorf (Alemania) | Medalla de oro   | Relevo           |
| 2007               | Sapporo (Japón)       | Medalla de oro   | 15 km            |
| 2007               | Sapporo (Japón)       | Medalla de oro   | Relevo           |